# Петер Благо
Петер Благо (словац. Peter Blaho; *1 січня 1939, Нітра) — словацький вчений-юрист, правознавець, один з провідних світових фахівців з історії римського права. Педагог, професор римського права на кафедрі римського і канонічного права юридичного факультету Трнавського університету (з 1991), доктор юридичних наук, доктор філософії (з 1978). Ректор університету (2000-2007).

## Біографія
Закінчив юридичний факультет Університету Коменського в Братиславі в 1965. Працював в адвокатурі, судах. З 1967 — в університеті Коменського. Читав курс лекцій з загальної історії держави і права. У 1999-2000 — декан юридичного факультету Трнавського університету.
У 2000-2007 — ректор Трнавського університету.
Автор понад 190 наукових публікацій. Є автором першого словацького перекладу «Інституцій Юстиніана». У співпраці з Міністерством юстиції заснував і з 1993 редагував «Правову бібліографію Словаччини». Провів і опублікував інвентаризацію джерел права і юридичної літератури Словаччини.
Засновник міжнародного наукового журналу «Orbis Iuris Romani. Journal of Ancient Law Studies» (Світ римського права. Журнал древніх правових досліджень).

## Нагороди
- Пам'ятна медаль Карлового університету в Празі (1998)
- У 2001 Папа Іоанн Павло II присвоїв Благо Орден святого Григорія Великого.
- У 2004 удостоєний Хреста Прібіни 1-го класу.